# Guennadi Gusárov
Guennadi Aleksándrovich Gusárov (Moscú, 1 de marzo de 1937 - ibídem, 2 de junio de 2014) fue un futbolista ruso que jugaba en la demarcación de delantero.

## Biografía
En 1957 debutó como futbolista a los 20 años con el FC Torpedo Moscú. Tres años después, en 1960, ganó la Primera División de la Unión Soviética y la Copa de la Unión Soviética. Además en 1960 fue el máximo goleador de la Primera División de la Unión Soviética con doce goles, y un año después igual, con 22 goles. En 1962 fichó por el FC Dinamo Moscú. Un año después ganó de nuevo la Primera División de la Unión Soviética, y cuatro años después la Copa de la Unión Soviética. En 1968 fue traspasado al FC Dinamo Barnaúl, club en el que se retiró como futbolista en 1971. Tras su retiro fue entrenador de los equipos jóvenes del FC Dinamo Moscú y director deportivo del FC Dynamo Bryansk.
Falleció el 2 de junio de 2014 a los 77 años de edad en Moscú.

## Selección nacional
Jugó un total de once partidos con la selección de fútbol de la Unión Soviética, en los que marcó cuatro goles. Además fue convocado para la Copa Mundial de Fútbol de 1958, la Copa Mundial de Fútbol de 1962 y la Eurocopa 1964, donde quedó en segundo lugar tras perder en la final por 2-1 contra la selección de fútbol de España.

### Participaciones en Copas del Mundo
| Mundial                        | Sede   | Resultado        | Partidos | Goles |
| ------------------------------ | ------ | ---------------- | -------- | ----- |
| Copa Mundial de Fútbol de 1958 | Suecia | Cuartos de final | 0        | 0     |
| Copa Mundial de Fútbol de 1962 | Chile  | Cuartos de final | 0        | 0     |

## Clubes
| Club              | País            | Año         | Partidos | Goles |
| ----------------- | --------------- | ----------- | -------- | ----- |
| FC Torpedo Moscú  | Unión Soviética | 1957 - 1962 | 123      | 68    |
| FC Dinamo Moscú   | Unión Soviética | 1962 - 1968 | 125      | 25    |
| FC Dinamo Barnaúl | Unión Soviética | 1968 - 1971 | 75       | 15    |

## Palmarés

### Campeonatos nacionales
| Título                                 | Club             | País  | Año  |
| -------------------------------------- | ---------------- | ----- | ---- |
| Primera División de la Unión Soviética | FC Torpedo Moscú | Rusia | 1960 |
| Copa de la Unión Soviética             | FC Torpedo Moscú | Rusia | 1960 |
| Primera División de la Unión Soviética | FC Dinamo Moscú  | Rusia | 1963 |
| Copa de la Unión Soviética             | FC Dinamo Moscú  | Rusia | 1967 |

### Distinciones individuales
| Título                                                       | Club             | País  | Año  |
| ------------------------------------------------------------ | ---------------- | ----- | ---- |
| Máximo goleador de la Primera División de la Unión Soviética | FC Torpedo Moscú | Rusia | 1960 |
| Máximo goleador de la Primera División de la Unión Soviética | FC Torpedo Moscú | Rusia | 1961 |